# 滝川広大
滝川 広大（たきかわ こうだい、1992年4月14日 - ）は、日本の俳優。キャストコーポレーション所属。

## 略歴
舞台「K」にてデビュー。2015年2月から2016年9月までの間、「ミュージカル・テニスの王子様3rdシーズン」に出演。その後、2017年4月から2023年4月まで「舞台・イケメン戦国 THE STAGE」シリーズに出演し、2022年7月から2024年9月までは「舞台・弱虫ペダル」シリーズに出演するなど、2.5次元や劇団などの舞台作品に多数出演している。また、2024年5月には地上波のテレビドラマに役付で出演した。

## 出演

### 舞台
- 舞台『K』（2014年8月6日 - 10日、六本木ブルーシアター） - アンサンブル[1]
- ミュージカル『テニスの王子様』3rdシーズン - 河村隆 役[2]
  - 青学vs不動峰（2015年2月28日 - 5月17日、日本青年館 他国内4都市 / 台湾 / 香港）[3]
  - TEAM Live SEIGAKU（2015年6月10日 - 14日、AiiA 2.5 Theater Tokyo / 6月27日・28日、京都劇場）[4]
  - 青学vs聖ルドルフ（2015年9月5日 - 11月3日、TOKYO DOME CITY HALL 他国内4都市）[5]
  - 青学vs山吹（2015年12月24日 - 2016年2月21日、TOKYO DOME CITY HALL 他国内4都市）[6]
  - コンサート Dream Live 2016（2016年5月13日 - 15日、オリックス劇場 / 5月20日 - 22日、パシフィコ横浜国立大ホール）[7]
  - 青学vs氷帝（2016年7月14日 - 9月25日、TOKYO DOME CITY HALL 他国内4都市 / 上海）[8]
- 真・三國無双（2017年2月11日 - 19日、全労済ホール／スペース・ゼロ） - 李典 役[9]
- Live Musical「SHOW BY ROCK!!」- アルゴン 役
  - 〜THE FES II-Thousand XVII〜（2017年5月11日 - 13日、ステラボール）[10]
  - ―深淵のCrossAmbivalence―（2017年10月19日 - 29日、AiiA 2.5 Theater Tokyo）[11]
  - 〜THE FES 2018〜（2018年6月26日・27日、Zepp DiverCity）[12]
  - ―狂騒のBloodyLabyrinth― （2018年8月30日 - 9月9日、天王洲 銀河劇場 / 9月14日 - 17日 梅田芸術劇場 シアター・ドラマシティ） [13]
- ALL OUT!! THE STAGE（2017年5月26日 - 6月4日、Zeppブルーシアター六本木） - 和田敏郎 役[14]
- MIDSUMMER CAROL ガマ王子 vs ザリガニ魔人（2017年8月16日 - 20日、シアターサンモール / 9月2日・3日、大阪ABCホール） - 滝田 役[15]
- ゆく年く・る年冬の陣　師走明治座時代劇祭（2017年12月28日 - 31日、明治座 / 2018年1月13日、梅田芸術劇場 メインホール） - 第1部：筧十蔵 / 第2部：サンダー 役[16][17]
- イケメン戦国 THE STAGE - 豊臣秀吉 役
  - 〜織田信長編〜（2017年4月5日 - 9日、シアター1010）[18]
  - 〜上杉謙信編〜（2019年2月21日 - 24日、サンシャイン劇場）[19]
  - 〜明智光秀編〜（2020年9月4日 - 9日、EX THEATER ROPPONGI）[20]
  - スペシャル 初夢！〜ようこそ！くらぶ乱世へ〜（2022年1月14日 - 16日、シアター1010）[21]
  - 〜連合軍VS“戦乱の亡者”雑賀孫一編〜（2022年8月18日 - 23日、ヒューリックホール東京）[22][23]
  - 〜猿飛佐助編〜（2022年11月12日 - 15日、渋谷区文化総合センター大和田 さくらホール）[24][25]
  - 〜帰蝶編〜（2023年4月21日 - 24日、渋谷区文化総合センター大和田 伝承ホール）[26]
- 十二大戦（2018年5月4日・5日、新神戸オリエンタル劇場 / 5月9日 - 13日、シアター1010） - 失井 役[27]
- 舞台劇「からくりサーカス」（2019年1月10日 - 20日、新宿FACE） - 加藤鳴海 役[28]
  - 舞台劇「からくりサーカス」〜デウス・エクス・マキナ（機械仕掛けの神）編〜（2019年10月10日 - 19日、新宿FACE） - 加藤鳴海 役[29]
- GRASP vol.19 UZR第三回本公演「彼は誰時の桜（かはたれどきのさくら）」（2019年4月1日・4日、新宿御苑サンモールスタジオ） - 日替わりゲスト[30]
- 舞台「黒子のバスケ」ULTIMATE-BLAZE （2019年4月30日 - 5月19日、東京：日本青年館 / 大阪 / 愛知 / 福岡） - 早川充洋 役[31]
- 暁の帝〜朱鳥の乱編〜（2019年6月13日 - 6月23日、池袋 シアターグリーンBIG TREE THEATER） - 大津皇子 役[32][33]
- ナイスコンプレックス プロデュース公演「12人の怒れる男」（2019年7月17日 - 21日、TACCS1179 / 8月2日 - 4日、in→dependent theatre 2nd） - 陪審員6号 役[34]
- ミュージカル「アルスラーン戦記」（2019年9月5日 - 8日、COOL JAPAN PARK OSAKA TTホール / 9月11日 - 16日、シアター1010） - ザンデ 役[35]
- 舞台「リアルファイティング『はじめの一歩』The Glorious Stage!!」（2020年1月31日 - 2月9日、品川プリンスホテル ステラボール） - 鷹村守 役[36]
- Studio Life×東映ビデオ 舞台プロジェクト「死の泉」（2020年2月27日 - 3月15日、紀伊國屋ホール、COOL JAPAN PARK OSAKA ＷＷホール） - ニコス 役
- 本格文學朗読演劇シリーズ 極上文學 第15弾 『桜の森の満開の下』〜罪〜（2020年4月29日 - 5月9日、新宿FACE） - ミレン/アコガレ 役）※公演延期[37]
- 12人の怒れる男（2020年7月23日 - 27日、博品館劇場） - 陪審員6号 役（東京公演Aチーム）[38]
- ハイパープロジェクション演劇『ハイキュー!!』 - 澤村大地 役
  - “ゴミ捨て場の決戦”（2020年10月31日 - 11月3日、TOKYO DOME CITY HALL / 11月7日 - 15日14日、大阪メルパルクホール / 11月21日・22日、多賀城市民会館 大ホール / 11月28日・29日、北九州ソレイユホール / 12月4日 - 13日、TOKYO DOME CITY HALL）※11月15日公演中止[39][40]
  - “頂の景色・2”（2021年3月20日・21日、TOKYO DOME CITY HALL / 4月3日・4日、多賀城市民会館 大ホール / 4月9日 - 11日、梅田芸術劇場 シアター・ドラマシティ / 4月17日・18日、あましんアルカイックホール / 4月23日・24日、北九州ソレイユホール / 4月29日 - 5月9日、TOKYO DOME CITY HALL）※東京凱旋公演中止[41]
- bpm本公演「Bon Appetite！-ボナペティ！-」（2021年7月1日 - 7月7日、こくみん共済coopホール／スペース・ゼロ） - リュウジ 役
- ニンジャバットマン ザ・ショー（2021年10月1日 - 12月5日、Mixalive TOKYO Theater Mixa） - バットマン 役（クアドラプルキャスト）[42]
- 舞台『キノの旅 -the Beautiful World-』（2022年5月18日 - 22日、シアターサンモール） - パースエイダー・スミス 役[43]
- 舞台『弱虫ペダル』 - 田所迅 役
  - The Cadence！（2022年7月5日 - 10日、シアター1010 / 7月16日 - 18日、COOL JAPAN PARK OSAKA TTホール）[44]
  - THE DAY 1（2023年8月4日 - 13日、天王洲 銀河劇場）[45]
  - THE DAY 2（2024年3月1日 - 10日、天王洲 銀河劇場）[46]
  - Over the sweat and tears（2024年8月31日 - 9月8日、シアターH）[47]
- E-Stage Topia プロデュース 音楽朗読劇「パレード」（2022年9月7日 - 11日、中野HOPE） - 男2 役
- 舞台 魁!!男塾（2022年10月7日 - 11日、渋谷区文化総合センター大和田 伝承ホール） - J 役[48]
- 進戯団夢命クラシックス「花音」（2023年3月16日 - 21日、シアターサンモール） - 風牙 役[49]
- ミュージカル『青春-AOHARU-鉄道』 - 東金線 役
  - ミュージカル『青春-AOHARU-鉄道』5 〜鉄路にラブソングを〜（2023年6月15日 - 25日、天王洲 銀河劇場 / 6月30日 - 7月2日、AiiA 2.5 Theater Kobe）[50]
  - ミュージカル『青春-AOHARU-鉄道』〜地下の中心で愛をさけんだMétro〜（2023年12月21日 - 31日、品川プリンスホテル クラブeX）[51]
  - ミュージカル『青春-AOHARU-鉄道』コンサート Rails Live 2025（2025年11月22日 - 24日〈予定〉、TACHIKAWA STAGE GARDEN）[52]
- 舞台『鋼の錬金術師』-それぞれの戦場-（2024年6月8日 - 16日、日本青年館ホール / 6月29日 - 30日、SkyシアターMBS） - ハイマンス・ブレダ 役[53]
- 「OOOOPEN!!!」（2024年10月16日 - 20日、中野ザ・ポケット） - ヒトシ 役
- 劇団わ本公演『GORILLA〜ヒューマノイドホライズン〜』（2024年11月27日 - 12月1日、中目黒キンケロ・シアター） - アレク 役
- 少年Komplex 舞台『Song of canary〜夢見る鳥どり〜』（2024年12月19日 - 23日、せんがわ劇場） - ヘルマン 役
- 「ミュージカル信長〜朧本能寺〜」（2025年6月12日 - 16日、IMAホール） - 柴田勝家 役
- 激情バニッシュ演劇『咎狗の血』（2025年8月10日 - 24日、新宿FACE） - キリヲ 役[54]

### 映画
- 舞倒れ（2024年春公開） - 真更 役[55]

### ドラマ
- YouTube配信ドラマ 【極まかない組】第1・2話（2021年12月28日、2022年10月20日配信）
- 大河ドラマ「どうする家康」第13・14話（2023年4月2日・16日、ＮＨＫ） - 浅井家家臣 役
- 特捜9 season7 第6話（2024年5月8日、テレビ朝日） - 大槻純也 役[56]

### CM
- WEB CM「リクルートキャリア」（2014年3月29日公開）

### Web番組
- キャストコーポレーションチャンネル（ニコニコ生放送）不定期出演